# Ellisville (Illinois)
Ellisville – wieś w Stanach Zjednoczonych, w stanie Illinois, w hrabstwie Fulton.